# پابنا صدار
پابنا صدار (به لاتین: Pabna Sadar) یک منطقهٔ مسکونی در بنگلادش است که در ناحیه پابنا واقع شده‌است. پابنا صدار ۴۴۳٫۹ کیلومتر مربع مساحت و ۴۳۱٬۵۱۳ نفر جمعیت دارد.